# 太陽の7人
『太陽の7人』（たいようのしちにん、原題：Solarbabies / Solarwarriors）は、1986年制作のアメリカ合衆国のSFアクション映画。
荒廃した未来の地球を舞台にしたSFアクション映画。映画『七人の侍』とは無関係。メル・ブルックス製作総指揮、特撮はリチャード・エドランド。
ビデオタイトルは『ソーラー・ウォリアーズ/太陽の7人』。

## あらすじ
未来の地球は、強烈な太陽が照りつけたことによって資源と水が枯渇し、荒れ果てた大地と化していた。そして、水は独裁的な支配者グロックの手に握られ、人々は自由も奪われていた。そんな中、人々は地球に水と自由をもたらすという“ボダイ”なる伝説の球体が、いつの日か再び水を与え、自由へと導いてくれると信じていた。
一方、荒野の果てにある孤児収容所。ここでは収容された子供たちが強制的にグロックのシステムに仕えるよう指導されていた。彼らは夜になると、密かにローラー・ホッケーというローラースケートとホッケー組み合わせたようなスポーツに興じていたが、その中でもジェイソンがテラ、ダニエルら6人で組んだ“ソーラーベイビーズ”は特に強かった。
ある日、その“ソーラーベイビーズ”がグロックのお気に入りの“スコーピオンズ”と試合をして、勝ってしまったことから、彼らは秘密警察に追われることに。逃げる途中、彼らはある洞窟の中で不思議な球体を発見した。それこそが“ボダイ”であった。“ボダイ”は耳の不自由なダニエルの耳を治すなど、不思議な力を発揮する。
しかしある日、どのグループにも加入しない収容所の少年で、この謎の球体の秘密を知っていたダースターが“ボダイ”を盗み出す。“ソーラーベイビーズ”は“ボダイ”を取り戻すべく、ダースターを追うが、やがて自分たちがダースター共々、“ボダイ”を狙うグロック一味に追われていることに気付く。
グロックへの怒りを募らせた“ソーラーベイビーズ”とダースターは力を合わせ、水と自由を取り戻すため、遂にグロックの本拠地へ乗り込み、最後の対決に臨む。

## キャスト
※括弧内は日本語吹替（1991年8月21日『水曜ロードショー』）
- ジェイソン：ジェイソン・パトリック（堀内賢雄）
- グロック：リチャード・ジョーダン（池田勝）
- テラ：ジェイミー・ガーツ（松本梨香）
- ダニエル：ルーカス・ハース（亀井芳子）
- シャンドレー：サラ・ダグラス（小宮和枝）
- 所長：チャールズ・ダーニング（藤本譲）
- メトロン：ジェームズ・レグロス（古田信幸）
- ダースター：エイドリアン・パスダー（大滝進矢）
- タグ：ピーター・デルイーズ（荒川太朗）
- アイバー：テレンス・マン（牛山茂）
- ドジャー：ブルース・ペイン（小室正幸）